# All My Demons Greeting Me as a Friend
Albums de Aurora
A Different Kind of Human (Step 2)
(2019)
All My Demons Greeting Me as a Friend (litt. « Tous mes démons me saluent en tant qu'amie ») est le premier album studio de l'auteure-compositrice-interprète et productrice de disques norvégienne Aurora. Il est sorti le 11 mars 2016 sur les labels Decca et Glassnote. Créé en collaboration avec Odd Martin Skålnes, Magnus Skylstad, Nicolas Rebscher, Alf Lund Godbolt, et Electric, l'album a été produit à Bergen et Londres.